# Cousances
Die Cousances ist ein Fluss in Frankreich, der im Département Meuse in der Region Grand Est verläuft. Sie entspringt im Gemeindegebiet von Souilly, entwässert generell in nordwestlicher Richtung und mündet nach rund 29 Kilometern im Gemeindegebiet von Aubréville als rechter Nebenfluss in die Aire.

## Orte am Fluss
(Reihenfolge in Fließrichtung)
- Souilly
- Ippécourt
- Julvécourt
- Ville-sur-Cousances
- Jubécourt, Gemeinde Clermont-en-Argonne
- Brabant-en-Argonne
- Parois, Gemeinde Clermont-en-Argonne
- Aubréville